# Rachad Ismayilov
Rachad Ismayilov est l'ambassadeur de la République d'Azerbaïdjan au Qatar et ancien consul général de la République d'Azerbaïdjan à Batoumi, en Géorgie.

## Vie
Rachad Ismayilov est né le 7 juin 1974 à Bakou, alors capitale de la RSS d'Azerbaïdjan. Il a reçu son éducation primaire et secondaire dans l'école secondaire №7 nommée d'après Mammad Rahim et a terminé l'école en 1991. Il est allé à la faculté de droit de l'Université d'État de Bakou. En outre, il est également diplômé de la Faculté des finances et du crédit de l'Université d'État d'économie d'Azerbaïdjan. Après avoir terminé ses études supérieures, Ismayilov devient chef du Département de droit international de l'organisation non gouvernementale «Həyat»

## Carrière diplomatique
De 2003 à 2005, il est devenu le chef du projet "Progrès pour l'élimination de la pauvreté", organisé par la Mission azerbaïdjanaise des Nations unies. Par la suite, il a participé à divers projets tels que "Progrès du système national de défense sociale".
Le 10 septembre 2015, Ismayilov a reçu le grade d'ambassadeur extraordinaire et plénipotentiaire de deuxième classe d'Azerbaïdjan. La même année, il devient consul général de la République d'Azerbaïdjan à Batoumi, en Géorgie. Trois ans plus tard, le 7 février 2018, le président Ilham Aliyev a signé un décret qui ferait de Rachad Ismayilov l'ambassadeur extraordinaire et plénipotentiaire de la République d'Azerbaïdjan au Qatar.